# لنس ای. نیکولز
لنس ای. نیکولز (به انگلیسی: Lance E. Nichols) (زاده ۱۳ ژوئیهٔ ۱۹۵۵) بازیگر آمریکایی است.
از فیلم‌های معروف او می‌توان به بازی در فیلم جا مانده، مارا و پروژه ایکس اشاره کرد.